# Echinopsis tubiflora
Echinopsis tubiflora es una especie de plantas en la familia Cactaceae. Es endémica de Argentina. Es una especie inusual en las colecciones.

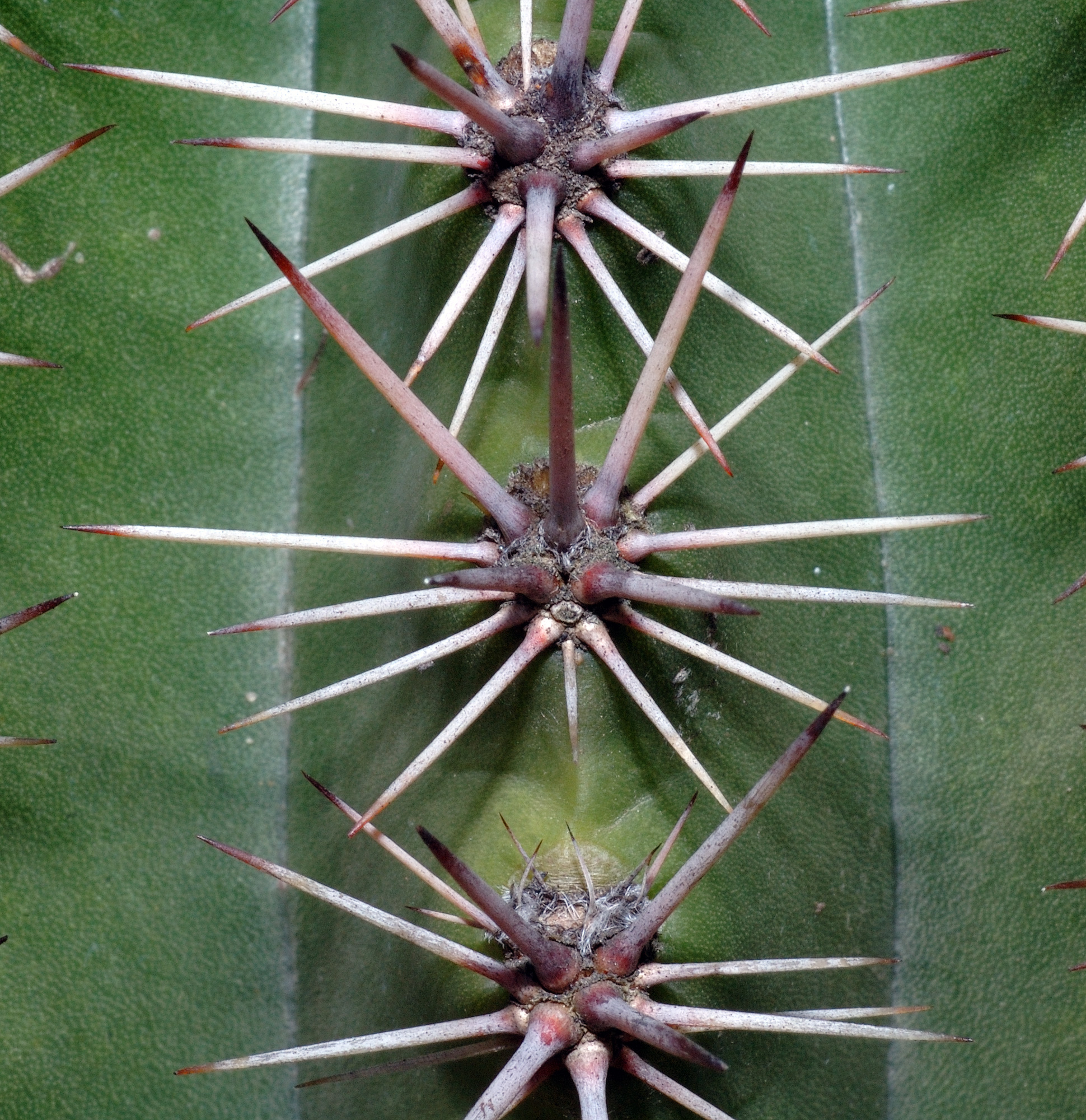
Detalle de las areolas

## Descripción
Echinopsis tubiflora crece aislada o formando grupos. Los tallos son cilíndricos, de color verde oscuro esféricos o de brotes cortos que alcanzan los 12-15 cm de diámetro y una altura de  hasta 75 centímetros. Tiene once-doce afiladas y onduladas costillas presentes, que están profundamente dentadas. En ellas se encuentran las areolas de color blanco a gris o negro separadas hasta 2 cm de distancia. De ellas surgen espinas de color amarillento que tienen una punta más oscura. Los primeros tres a cuatro fuertes espinas centrales miden de hasta 3,5 centímetros de largo. Las hasta 20 espinas radiales son irregulares, que sobresalen y tienen una longitud de hasta 2,5 centímetros. Las flores son largas en forma de embudo, blancas y se abren por la noche. Miden hasta 24 cm de largo y tienen un diámetro de 10 centímetros.

## Taxonomía
Echinopsis tubiflora fue descrita por (Pfeiff.) Zucc. ex A.Dietr. y publicado en Allgemeine Gartenzeitung 14: 306. 1846.
Etimología
Ver: Echinopsis
tubiflora epíteto latino que significa "con flor en forma de tubo".
Sinonimia
- Cereus tubiflorus
- Echinopsis albispinosa
- Echinocactus tubiflorus (Pfeiff.) Hook. 1839)[3]